# Річард Гаф
Річард Гаф (англ. Richard Gough, нар. 5 квітня 1962, Стокгольм) — шотландський футболіст, захисник. По завершенні ігрової кар'єри — тренер.

## Клубна кар'єра
У дорослому футболі дебютував 1980 року виступами за «Данді Юнайтед», в якому провів шість сезонів, взявши участь у 165 матчах чемпіонату.
Протягом 1986–1987 років захищав кольори клубу «Тоттенхем Хотспур».
Своєю грою за останню команду привернув увагу представників тренерського штабу «Рейнджерс», до складу якого приєднався 1987 року. Відіграв за команду з Глазго наступні десять сезонів своєї ігрової кар'єри. Більшість часу, проведеного у складі «Рейнджерс», був основним гравцем захисту команди.
Згодом з 1997 по 1999 рік грав у складі клубів «Канзас-Сіті Візардс», «Рейнджерс», «Сан-Хосе Клеш» та «Ноттінгем Форест».
Завершив професійну ігрову кар'єру у клубі «Евертон», за команду якого виступав протягом 1999–2001 років.

## Виступи за збірну
1983 року дебютував в офіційних матчах у складі національної збірної Шотландії. Протягом кар'єри у національній команді, яка тривала 11 років, провів у формі головної команди країни 61 матч, забивши 6 голів.
У складі збірної був учасником чемпіонату світу 1986 року у Мексиці, чемпіонату світу 1990 року в Італії та чемпіонату Європи 1992 року у Швеції.

## Кар'єра тренера
Розпочав тренерську кар'єру невдовзі по завершенні кар'єри гравця, 2004 року, очоливши тренерський штаб клубу «Лівінгстон». Наразі досвід тренерської роботи обмежується цим клубом.